# Flughafen Yaoundé Nsimalen International

i7
i11
i13
Der Flughafen Yaoundé Nsimalen International (französisch Aéroport international de Yaoundé-Nsimalen, IATA-Code: NSI, ICAO-Code: FKYS) ist ein internationaler  Verkehrsflughafen in Yaoundé, Kamerun. Er liegt 16 Kilometer südlich der Hauptstadt. 
Der Airport entspricht manchem europäischen Flughafenstandard, es gibt ein Terminal,  zehn Check-in-Schalter, vier Flugsteige, sowie Restaurants und Cafés. 
Der Flughafen ist groß genug, um eine Boeing 747 unterzubringen. Im Jahr 2004 gab es 190.487 Passagiere.

## Fluggesellschaften und Flugziele
Neben Camair-Co fliegen nach Yaoundé drei europäische Fluglinien, nämlich die Air France, die Brussels Airlines und seit Ende 2012 die Turkish Airlines. Außerdem bestehen verschiedene innerafrikanische Verbindungen, z. B. nach Kenia und Marokko.